# 日本リーテック

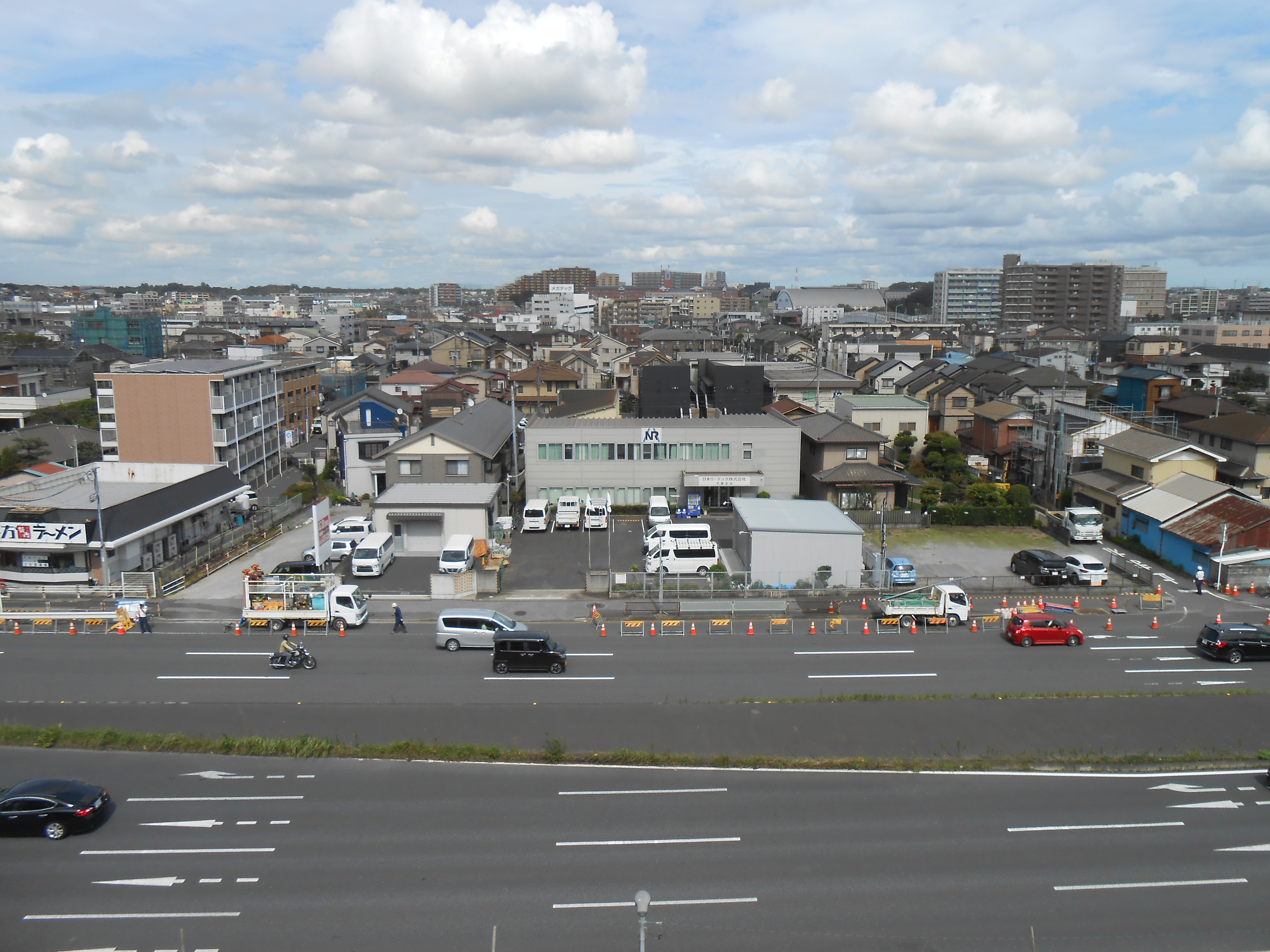
日本リーテック株式会社鉄道本部千葉支店（千葉県千葉市中央区稲荷町三丁目）

日本リーテック株式会社（にっぽんリーテック、英: NIPPON RIETEC CO.,LTD.）は東京都に本社を置く総合電気設備工事会社。略称はNR。
東日本旅客鉄道（JR東日本）の持分法適用関連会社である。東証プライム上場企業。

## 概要
2009年4月に、保安工業株式会社と千歳電気工業株式会社が合併し、日本リーテック株式会社として発足した。
主な業務として鉄道関係、道路関係、高圧電力線関係などの施工業務を行っている。

## 沿革

### 旧千歳電気工業株式会社
- 1945年（昭和20年）12月 - 千歳電気工業株式会社を設立。
- 1957年（昭和32年）4月8日 - 千代田工事株式会社設立（本店:東京都台東区）。事業目的を「電気設備の設計施工」「電気機器及び材料の製作、販売」とする。建設業法による建設大臣登録。
- 1960年（昭和35年）7月 - 事業目的に「冷暖房設備の設計及び工事請負、冷暖房機器、材料の製作、修理、加工並びに販売」を加える。
- 1965年（昭和40年）7月 - 本店を東京都北区西ケ原1-27-52へ移転。
- 1973年（昭和48年）
  - 5月 - 千代田工事（株）が千歳電気工業（株）に吸収合併。
  - 9月 - 電気工事業法による登録。

- 1974年（昭和49年）1月17日 - 東京証券取引所市場第二部に株式を上場。
- 1981年（昭和56年）6月 - 本店を東京都北区西ケ原1-52-10へ移転。
- 1982年（昭和57年）8月 - 事業目的に「不動産の賃貸」を追加。
- 1985年（昭和60年）5月 - 子会社の株式会社シーディーサービスを設立。
- 1988年（昭和63年）8月 - 事業目的に「不動産の賃貸」を「不動産の販売、賃貸、仲介、鑑定、管理及び建築設計」に変更し、「金銭貸付業」を追加。
- 1989年（平成元年）4月 - 子会社の株式会社シーディーラインを設立。
- 1994年（平成6年）6月 - 事業目的に「土木工事及び鋼構造物工事の測量」を追加。
- 1996年（平成8年）1月 - 千歳電工グループ蔵王研修所開設。
- 1998年（平成10年）
  - 1月 - ISO9001認証取得（電力本部）。
  - 10月 - 青垣テクノセンター開設。
- 1999年（平成11年）1月 - ISO9001認証取得（鉄道本部）。
- 2000年（平成12年）
  - 2月 - ISO9001認証取得（営業本部）。
  - 4月 - 子会社の電車線工事株式会社（現・NR電車線テクノ株式会社]）を設立。
- 2001年（平成13年）4月 - 子会社の株式会社シーディーメッツを設立。
- 2003年（平成15年）
  - 4月 - 株式会社シーディーサービスを株式会社シーディーラインに吸収合併、社名を株式会社シーディーサービスとする。
  - 9月 - 子会社のシーディーシグナル株式会社を設立。
- 2004年（平成16年）
  - 6月 - 東光電気工事株式会社と共同出資、株式会社TCパワーラインを設立。
  - 10月 - 株式会社シーディーメッツを株式会社シーディーサービスに吸収合併、社名をシーディーサービスとする。
- 2008年（平成20年）4月23日 - 保安工業と合併に関する基本合意を締結。
- 2009年（平成21年）4月1日 - 保安工業株式会社を吸収合併し、日本リーテック株式会社に商号変更。

### 旧保安工業株式会社
- 1942年（昭和17年）
  - 3月30日 - 鉄道機械信号工事の施工、測量 、設計、監理を主とする鉄道保安工業株式会社を設立（本店：東京都千代田区神田鍛冶町）。
  - 4月 - 鉄道機械信号工事の請負業務開始。
- 1949年（昭和24年）10月 - 建設業法による建設大臣登録。
- 1952年（昭和27年）2月 - 鉄道信号標識板の製造販売及び設置工事の請負業務開始。
- 1953年（昭和28年）8月 - 本店を東京都中央区八重洲へ移転。
- 1957年（昭和32年）6月 - 鉄道電気信号工事の請負業務開始。
- 1960年（昭和35年）11月 - 給排水、衛生、暖冷房及び電気工事の請負業務開始。
- 1963年（昭和38年）11月 - 東京証券取引所市場第二部に株式を上場。住友スリーエム株式会社と特約加工販売店契約締結。
- 1967年（昭和42年）
  - 5月 - 道路標識工事及び道路標示工事の請負業務開始。
  - 7月 - 柏工場を開設（平成13年7月　廃止）。
- 1968年（昭和43年）
  - 8月 - 保安工業株式会社に社名変更。
  - 9月 - 交通信号機工事の請負業務開始。
- 1970年（昭和45年）7月 - 道路照明工事の請負業務開始。
- 1971年（昭和46年）3月 - 電気工事業法による登録。
- 1972年（昭和47年）
  - 3月 - 子会社の信道工事株式会社（現・NR信号システム株式会社）を設立。
  - 6月 - 富山工場を開設（平成17年7月　株式会社保安サプライに移管）。
  - 7月 - 大阪工場を開設（平成13年5月　廃止）。
- 1983年（昭和58年）4月 - 京セラ株式会社と販売特約店契約を締結。
- 1986年（昭和61年）2月 - 光ファイバーケーブル布設工事の請負業務を開始。
- 1992年（平成4年）9月 - 柏研修センター開設。
- 1993年（平成5年）10月 - 伸協電設株式会社の全株式を取得し完全子会社とする。（現・株式会社保安サプライ）。
- 2000年（平成12年）
  - 9月 - ISO9001認証取得（東京支店）。
  - 12月 - ISO9001認証取得（中央支店）。
- 2002年（平成14年）11月 - ISO9001認証取得（北海道支店）。
- 2004年（平成16年）
  - 4月 - 子会社の株式会社保工北海道を設立。
  - 8月 - 本店を東京都中央区本石町へ移転。太陽光発電システム工事の請負開始。
- 2005年（平成17年）7月 - ISO9001認証取得（中部支店・新潟支店・東北支店・西日本支店）。
- 2006年（平成18年）4月 - 櫑木原工業株式会社の全株式を取得し完全子会社とする。（現・株式会社保工東北）
- 2007年（平成19年）4月 - 信道株式会社を株式会社保工東京に社名変更。
- 2008年（平成20年）
  - 4月23日 - 千歳電気工業と合併に関する基本合意を締結。
  - 11月13日 - 千歳電気工業との合併契約を締結。
- 2009年（平成21年）4月1日 - 千歳電気工業（同日日本リーテックに社名変更）に吸収合併。

### 日本リーテック株式会社
- 2009年（平成21年）4月1日 - 千歳電気工業株式会社と保安工業株式会社が合併し日本リーテック株式会社となる。
- 2011年（平成23年）4月1日 - 子会社・保工東京株式会社とシーディーシグナル株式会社が合併しNR信号工事株式会社となる。
- 2012年（平成24年）4月2日 - 事務系子会社・NRシェアードサービス株式会社の設立。
- 2013年（平成25年）4月3日 - 本店を東京都千代田区神田へ移転。
- 2014年（平成26年）10月1日 - 子会社・NR信号工事株式会社が社名変更し、NR信号システム株式会社となる。子会社・電車線工事株式会社が社名変更し、NR電車線テクノ株式会社となる。
- 2015年（平成27年）1月31日 - 持分法適用関連会社・株式会社TCパワーラインの解散。
- 2016年（平成28年）7月1日 - 社会インフラ本部発足（道路設備本部と工務本部が統合）。
- 2017年（平成29年）1月4日 - 新研修施設の建設計画発表[4]。2018年4月運用開始予定。
- 2020年（令和2年）3月5日 - 東京証券取引所市場第一部に市場変更[5]。

## 事業所

### 本店
- 所在地：東京都千代田区神田錦町1-6

### 支店

#### 鉄道本部
- 本店
  - 所在地：東京都千代田区神田錦町1-6
- 仙台支店
  - 所在地：宮城県仙台市宮城野区岩切分台1-8-6
- 盛岡支店
  - 所在地：岩手県盛岡市北飯岡1-10-7
- 秋田支社（盛岡支店）
  - 所在地：秋田県秋田市南通宮田6-7
- 中央支店
  - 所在地：千葉県松戸市上本郷701
- 八王子支社（中央支店）
  - 所在地：東京都青梅市新町8-5-14
- 大宮支社（中央支店）
  - 所在地：埼玉県北足立郡伊奈町栄2-58
- 水戸支社（中央支店）
  - 所在地：茨城県水戸市白梅1-6-11
- 横浜支店
  - 所在地：神奈川県横浜市磯子区磯子1-4-3
- 高崎支店
  - 所在地：群馬県高崎市和田多中町9-11
- 千葉支店
  - 所在地：千葉県千葉市中央区稲荷町3-4-17
- 新潟支店
  - 所在地：新潟県新潟市江南区亀田大月2-4-33
- 関西統括支店
  - 所在地：大阪市北区本庄西2-21-4
- 四国営業所（関西統括支店）
  - 所在地：香川県高松市錦町1-6-7
- 中国支店
  - 所在地：広島県広島市東区光町1-7-11広島CDビル4階

#### 社会インフラ本部
- 本店
  - 所在地：東京都千代田区神田錦町1-6
- ビルインフラ支店 東北ビルインフラ支社
  - 所在地：宮城県仙台市宮城野区岩切分台1-8-6
- 中国ビルインフラ支社
  - 所在地：広島県広島市東区光町1-7-11
- 山口営業所（中国ビルインフラ支社）
  - 所在地：山口県山口市吉敷赤田1-15-1
- 四国営業所（中国ビルインフラ支社）
  - 所在地：香川県高松市錦町1-6-7
- 道路設備支店
  - 所在地：東京都品川区東五反田2-20-4 NMF高輪ビル4F
- 交通システム支店
  - 所在地：東京都江戸川区西一之江4-6-3
- 東京営業所（交通システム支店）
  - 所在地：東京都江戸川区西一之江4-6-3
- 中部支社
  - 所在地：愛知県あま市上萱津北ノ川47
- 名古屋営業所（中部支社）
  - 所在地：愛知県名古屋市東区葵2-3-15 ふぁみーゆ葵ビル402号室
- 岐阜営業所（中部支社）
  - 所在地：岐阜県岐阜市須賀2-6-16
- 新潟営業所（交通システム支店）
  - 所在地：新潟県新潟市東区中野山3-1-1
- 静岡営業所（交通システム支店）
  - 所在地：静岡県沼津市宮前町4-7
- 九州営業所（交通システム支店）
  - 所在地：福岡県北九州市門司区西海岸2-3-21
- 関西統括支店 京都支所
  - 所在地：京都府京都市右京区西院四条畑町5-3

#### 電力システム本部
- 本店
  - 所在地：東京都千代田区神田錦町1-6
- 東北地区電力支社
  - 所在地：宮城県仙台市宮城野区岩切分台1-8-6
- 首都圏電力支社
  - 所在地：東京都荒川区西尾久4-14-6
- 西地区電力支社
  - 所在地：広島県広島市東区光町1-7-11

## 事業内容
- 鉄道電気設備部門
  - 信号設備工事
  - 電車線路設備工事
  - 発変電設備工事
  - 電灯・電力設備工事
  - 情報・通信システム工事
  - 送電線工事
  - 新交通システム工事
- 道路設備部門
  - 交通信号機・道路情報制御システム工事
  - 標識・標示・景観サイン工事
  - 遮音壁・防護柵・裏面吸音板工事
- 屋内外電気設備部門
  - 屋外電気設備工事
  - 屋内電気設備工事
  - 屋内電気設備工事（鉄道関連事業）
  - 太陽光発電システム工事
  - リニューアル工事
- 送電線部門
  - 送電線工事（架空送電線建設・建替・電線張替工事）
  - 送電線工事（維持保全業務）
  - 情報通信工事

## 連結子会社
- 株式会社保安サプライ
- 株式会社シーディーサービス
- 株式会社保工北海道
- 株式会社保工東北
- NR電車線テクノ株式会社
- NR信号システム株式会社
- NRシェアードサービス株式会社
- 交通安全施設株式会社